# Промоина (пролив)
Промоина (Арабатский пролив, укр. Промоїна, укр. Арабатська протока) — пролив между островом Крячиным и Арабатской стрелкой Крымского полуострова. Пролив связывает залив Сиваш с остальной частью Азовского моря.
Ширина пролива составляет в среднем около 100 м, в районе соединения с Азовским морем пролив расширяется до 150 м. Длина — 6 км.
Долгое время постоянного водообмена между Сивашем и Азовским морем на месте пролива не было, а водообмен осуществлялся через пролив Тонкий. Тогда в случае подъёма уровня выше 1,6 м над нулём водомерного поста вода начинала заливать промоину на месте будущего пролива. Долгое время по существовавшей на Арабатской стрелке железной дороге вывозился песок на строительство в Геническ и другие города Украины. В марте 1970 года, во время морского шторма со скоростью ветра в 30-35 м/сек, северная часть косы была размыта. Через образовавшийся пролив в залив Сиваш стали поступать воды Азовского моря.
Во время гражданской войны в России по промоине долгое время проходила линия фронта между красными и белыми.
Населённые пункты на берегу пролива отсутствуют.
В феврале 2022 года, в ходе российского вторжения в Украину автомобильный мост через пролив был подорван. В результате взрыва матрос Военно-морских сил Украины Виталий Скакун погиб. Впоследствии ему было посмертно присвоено звание «Герой Украины».

На берегу пролива у соединения с Азовским морем

## Топографические карты
- Лист карты L-36-70 Геническ. Масштаб: 1 : 100 000. Состояние местности на 1987 год. Издание 1991 г.